# George F. Sternberg
George Fryer Sternberg (* 26. August 1883 in Lawrence (Kansas); † 23. Oktober 1969 in Hays (Kansas)) war ein US-amerikanischer Wirbeltier-Paläontologe. Er war Mitglied einer Familie, die für ihre Funde von Dinosauriern und anderen Fossilien für Museen bekannt war.

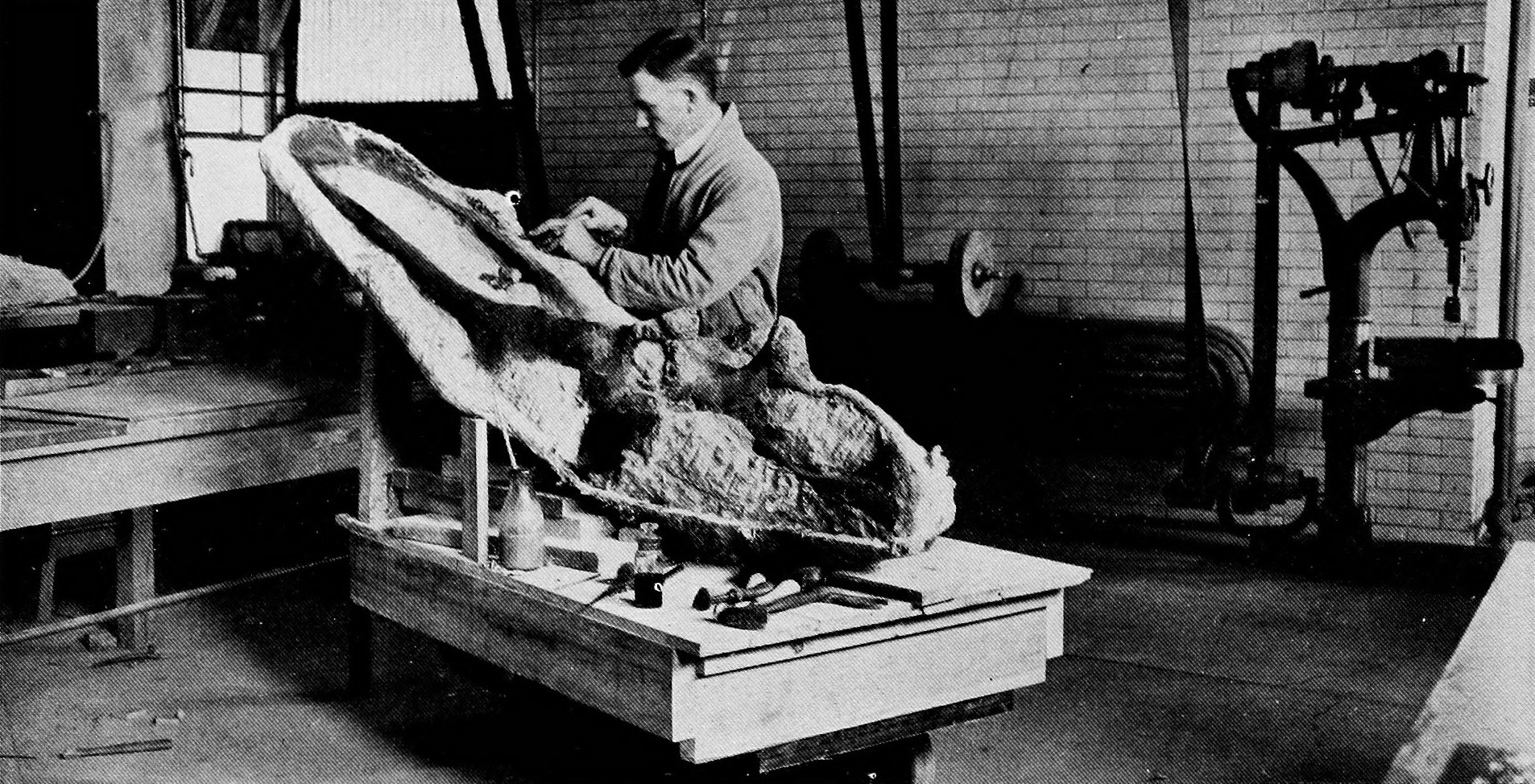
George F. Sternberg 1914 bei der Präparation eines Chasmosaurus, National Museum of Canada

Sein Vater Charles H. Sternberg war ein bekannter Paläontologe und begleitete diesen früh bei Ausgrabungen und fand dabei sein erstes großes Fossil, einen Plesiosaurus. Er entdeckte auch die Reste eines riesigen Büffels in Hoxie (Kansas) (mit Horn-Kernen von 1,8 m) und 1908 einen Triceratops in Wyoming. 1912 zog er mit seinem Vater und seinen Brüdern nach Kanada, wo sie in Alberta Dinosaurier ausgruben (am Red Deer River). 1924/25 grub er in Patagonien und ab 1927 arbeitete er als Kurator am Museum der Fort Hays State University in Hays (heute Sternberg Museum of Natural History). Seine Funde sind aber in vielen weiteren großen Museen wie dem Londoner Museum of Natural History und im National Museum of Natural History des Smithsonian. 1961 ging er in den Ruhestand.
Bekannt ist er für seine Ausgrabung eines Fischs im Fisch, ein Xiphactinus audax mit einem anderen Fisch im Magen (Gillicus arcuatus, mit 6 Fuß Länge, 1,8 m) von 14 Fuß Länge (4,2 m). Er ist im Sternberg Museum in Hays ausgestellt. Er wurde von Walter Sorensen vom American Museum of Natural History 1952 in Gove County in Kansas entdeckt, aber von Sternberg ausgegraben.
Er war zweimal verheiratet, in erster, später geschiedener Ehe mit Mabel Clare Smith 1907 (aus der Ehe gingen drei Kinder hervor) und seit 1930 mit Anna Gertrude Ziegler.